# Гарсиа Монтеро, Луис
Луи́с Гарси́а Монте́ро (исп.  Luis García Montero; род. 4 декабря 1958, Гранада) — испанский поэт, эссеист и педагог, центральная фигура «поколения 80-х».

## Биография
Окончил Гранадский университет (1980), c 1981 преподает в alma mater. Защитил диссертацию по творчеству Рафаэля Альберти (1985). Бывший с молодости членом Коммунистической партии Испании Гарсиа Монтеро в политике остаётся сторонником «Объединённые левые» (на местных выборах 2015 года возглавлял их список на выборах в Мадриде).
Жена — писательница Альмудена Грандес, у них три сына.

## Творчество
Лидер литературной группы Новая сентиментальность, чья поэтика, соединявшая линии Хименеса и Мачадо с Сернудой и Хилем де Бьедмой, получила позже название поэзия опыта.

## Произведения

### Стихи
- Y ahora ya eres dueño del Puente de Brooklyn, Granada, Universidad, 1980 (премия Федерико Гарсиа Лорки)
- Tristia, en colaboración con Álvaro Salvador, Melilla, Rusadir, 1982
- El jardín extranjero, Madrid, Rialp, 1983 (премия Адонаис)
- Rimado de ciudad, Ayuntamiento de Granada, 1983
- Эклога двух небоскребов/ Égloga de dos rascacielos, Granada, Romper el Cerco, 1984 (2ª ed. Madrid, Hiperión, 1989)
- En pie de paz, Granada, Ediciones del Comité de Solidaridad con Centroamérica, 1985
- Diario cómplice, Madrid, Hiperión, 1987
- Anuncios por palabras, Málaga, Plaza de la Marina, 1988
- Secreto de amistad, Málaga, I. B. Sierra Bermeja, 1990
- Las flores del frío, Madrid, Hiperión, 1990
- En otra edad, Málaga, Librería Anticuaria El Guadalhorce, 1992
- Fotografías veladas de la lluvia, Valladolid, El Gato Gris, 1993
- Отдельные комнаты/ Habitaciones separadas, Madrid, Visor, 1994 (Международная премия Loewe, Национальная премия по литературе)
- Además, Madrid, Hiperión, 1994.
- Quedarse sin ciudad, Palma de Mallorca, Monograma, 1994
- Casi cien poemas (1980—1996): antología, Madrid, Hiperión, 1997
- Completamente viernes, Barcelona, Tusquets, 1998
- Antología personal, Madrid, Visor, 2001
- Poemas, Santander, Ultramar, 2001
- Antología poética, Madrid, Castalia, 2002
- Городские стихи, антология/ Poesía urbana (antología 1980—2002), Sevilla, Renacimiento, 2002
- La intimidad de la serpiente, Barcelona, Tusquets, 2003 (Национальная премия критики)
- Poesía (1980—2005), Barcelona, Tusquets, 2006
- Infancia; Málaga, Colección Castillo del Inglés, 2006
- Vista cansada, Madrid, Visor, 2008
- Canciones, Valencia, Pre-Textos, 2009
- Un invierno propio, Madrid, Visor, 2011
- Ropa de calle, Madrid, Cátedra, 2011

### Эссе о поэзии
- Новая сентиментальность/ La otra sentimentalidad, Granada, Don Quijote, 1983 (в соавторстве)
- La norma y los estilos en la poesía de Rafael Alberti (1920—1939), Granada, Servicio de Publicaciones, Universidad de Granada, 1986.
- Poesía, cuartel de invierno, Madrid Hiperión, 1988 (2ª ed. Barcelona, Seix-Barral, 2002).
- Confesiones poéticas, Granada, Diputación Provincial, 1993.
- La palabra de Ícaro (estudios literarios sobre García Lorca y Alberti), Granada, Servicio de Publicaciones de la Universidad de Granada, 1996.
- Lecciones de poesía para niños inquietos, Granada, Editorial Comares, 1999
- El sexto día: historia íntima de la poesía española, Madrid, Debate, 2000
- Gigante y extraño: las «Rimas» de Gustavo Adolfo Bécquer, Barcelona, Tusquets, 2001.
- Los dueños del vacío. La conciencia poética, entre la identidad y los vínculos, Barcelona, Tusquets, 2006
- Inquietudes bárbaras, Barcelona, Anagrama, 2008.

### Романы
- Mañana no será lo que Dios quiera, 2009 (о поэте Анхеле Гонсалесе; Премия книготорговли за лучшую книгу года)
- No me cuentes tu vida, 2012